# Маражо
Маражо́ (порт. Marajó) — крупнейший остров Бразилии.

## Размеры
Длина острова составляет 220 км, ширина до 150 км. Площадь — 40 100 км². Это 34-й по величине остров мира, размер которого сравним со  Швейцарией и Московской областью. Нередко его называют самым большим в мире речным островом. Строго говоря, это неверно — северо-восточная часть острова омывается Атлантическим океаном. Самым большим островом, который омывается исключительно речными водами, является остров Бананал, также расположенный в Бразилии. 
Административно Маражо относится к штату Пара.

## География

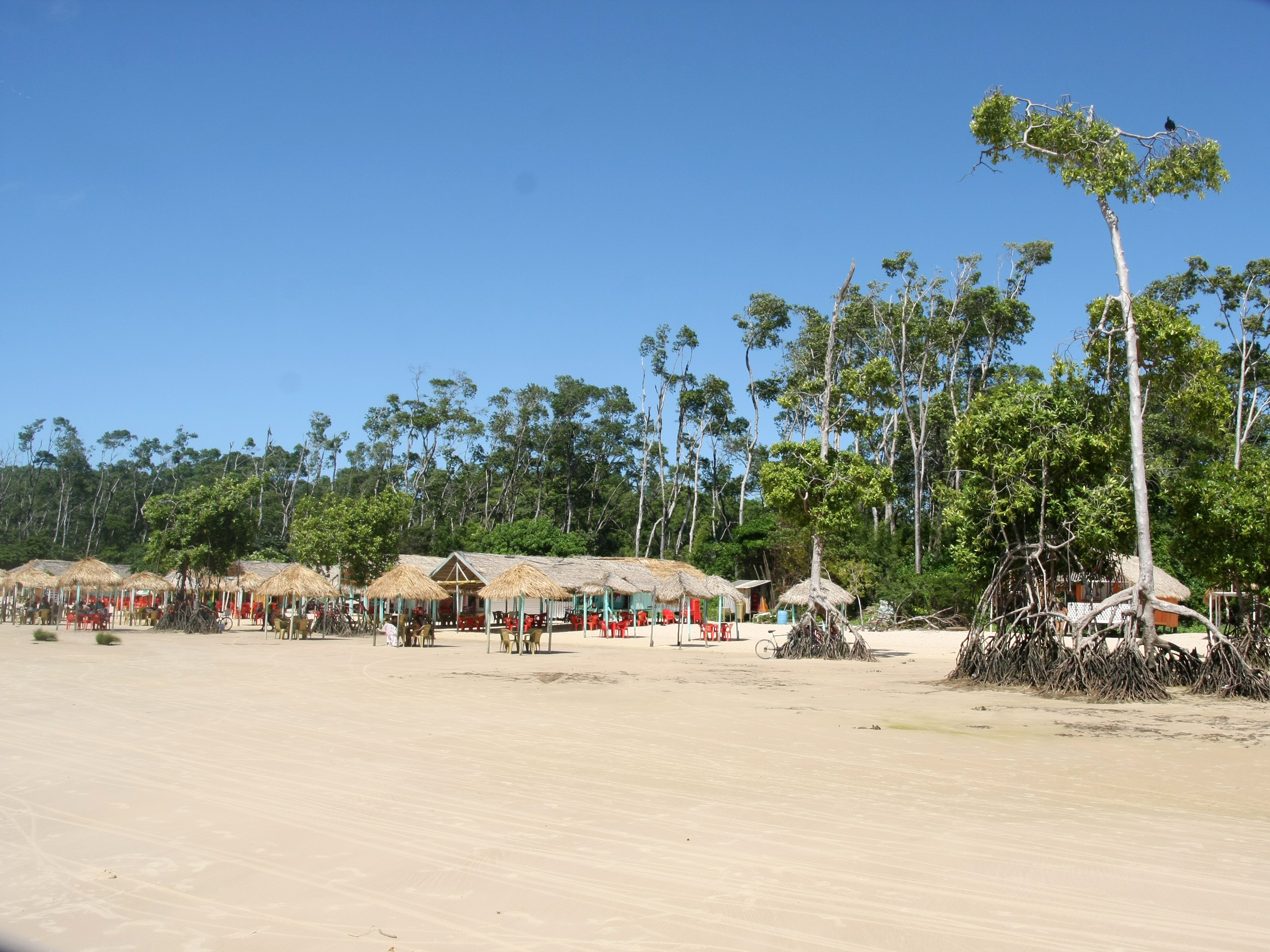
Пляж на острове Маражо

Остров образован аллювиальными наносами реки Амазонки, сильно заболочен и покрыт густой сельвой. Расположен в расширении её эстуария. Остров расположен почти на экваторе. На другом берегу южного рукава, называемого Пара, находится крупный город Белен. Остров — одно из немногих населённых мест мира, куда после Первой мировой войны не проник вирус испанского гриппа.

## История
В доколумбовы времена остров был домом для развитой культуры Маражоара. В данный момент ведутся археологические исследования острова.